# Smart TV

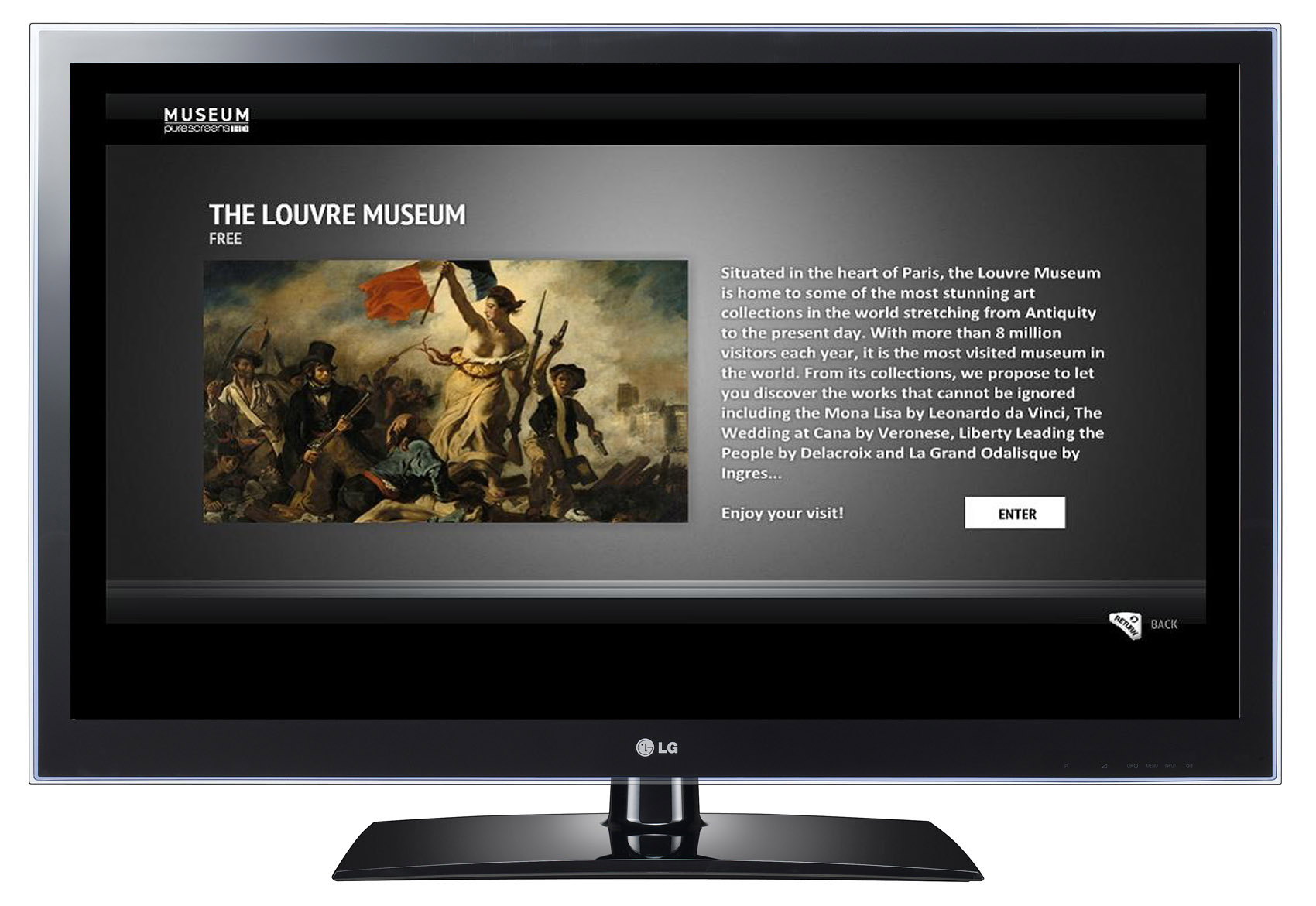
Una smart TV

Con smart TV si definisce commercialmente la categoria di apparecchiature elettroniche di consumo che hanno come principale caratteristica l'integrazione di funzioni e di servizi legati a internet, e in particolare al cosiddetto Web 2.0, all'interno di apparecchi televisivi. La stessa locuzione è utilizzata in modo più generico per definire la tendenza alla convergenza tecnologica tra il mondo dei personal computer e quello della televisione.

## Caratteristiche
Questi dispositivi, tramite il collegamento alla rete, offrono la possibilità di usufruire di servizi online tipicamente destinati a normali personal computer, quali navigazione internet, video on demand, Internet TV, multimedialità, servizi in streaming, social network, utilizzo di app, ecc., mantenendo o potenziando alcune caratteristiche di interattività dei televisori e dei dispositivi collegati messi in commercio dopo la nascita della televisione digitale terrestre e satellitare.
L'appellativo smart (traducibile dalla lingua inglese come "intelligente") è stato utilizzato per questa categoria di dispositivi in analogia a quanto avvenuto nel mondo della telefonia mobile con l'introduzione degli smartphone, cioè telefoni cellulari dotati di avanzate caratteristiche multimediali e interattive.
La tecnologia alla base del concetto di smart TV può essere integrata all'interno dell'apparecchio televisivo o può essere resa disponibile tramite set-top box, cioè dispositivi esterni destinati ad aumentare le funzionalità dei televisori tradizionali, così come all'interno di lettori di dischi ottici, console di gioco, sistemi televisivi centralizzati.
Inoltre, uno smart TV può essere connesso a smartphone o tablet o notebook e altro, in logica IoT, in modo da essere utilizzato come monitor.